# 秋霜烈日
秋霜烈日（しゅうそうれつじつ）とは、日本の検察官が付ける検察官記章（バッジ）のデザインに対する呼称。バッジそのものを指す場合がある。検察官は身分証明書が制定されておらず、必要な場合は側近である検察事務官が代理で「検察事務官証票」を提示する。
元は四字熟語の一つで、秋の冷たい霜や夏の激しい日差しのような気候の厳しさのことで、刑罰・権威などが極めて厳しく、また厳（）かであることのたとえ。

## 概要
検察官記章は、1950年に「菊の花弁と菊の葉の中央に旭日」として制定された。
このデザインは四方八方に広がる霜と日差しのようにも見えるため、「秋霜烈日のバッジ」「秋霜烈日章」などとして呼ばれている。秋の冷たい霜や夏の激しい日差しのような気候の厳しさの意味から刑罰・権威などが極めて厳しく、また厳（）かであるこの例えが、検事の職務とその理想像をよく表しており、刑罰の厳しさのたとえとしても使われる。
また、「検事には霜の如き厳格さばかりでなく陽射しのような暖かさも必要」という意味を込めて制定されたともいわれる。
もっとも、この記章の原型を作成した担当者によると、記章はあくまで平等と公平の正義を追求する検察官にふさわしい均衡と調和に満ちた抽象的なものとしてデザインされており、秋霜烈日を表しているというのは後付けのものであるとしている。いずれにせよ、検察庁の公式サイトでも、バッジの説明に「秋霜烈日」という言葉を使っており、検察庁の公式見解となっているといえる。
裏面には保持者の個人番号と所属検察庁番号が刻まれている。